# Ezkio-Itsaso
Ezkio-Itsaso é um município da Espanha na província de Guipúscoa, comunidade autónoma do País Basco, de área 21,22 km² com população de 570 habitantes (2007) e densidade populacional de 26,80 hab/km².

## Demografia
| Variação demográfica do município entre 1991 e 2004 | Variação demográfica do município entre 1991 e 2004 | Variação demográfica do município entre 1991 e 2004 | Variação demográfica do município entre 1991 e 2004 |
| --------------------------------------------------- | --------------------------------------------------- | --------------------------------------------------- | --------------------------------------------------- |
| 1991                                                | 1996                                                | 2001                                                | 2004                                                |
| 545                                                 | 538                                                 | 544                                                 | 570                                                 |